# Maatschappij tot Redding van Drenkelingen
De Maatschappij tot Redding van Drenkelingen (sinds 2017 Koninklijke Maatschappij tot Redding van Drenkelingen) werd in 1767 in Amsterdam opgericht door Johannes Lublink.
De aanleiding voor de oprichting was het grote aantal verdrinkingen. Vrijwel niemand kon zwemmen en in de steden met hun talrijke grachten raakten geregeld mensen – al dan niet aangeschoten, want er werd veel gedronken – te water.
De maatschappij is nog steeds actief; men traint mensen in het reddend zwemmen  en verleent de oudste nog bestaande Nederlandse onderscheiding, de Medaille van de Maatschappij tot Redding van Drenkelingen die al zevenenhalfduizend maal werd verleend. Eerst alleen aan redders van drenkelingen, later ook aan hen die door verstikking of -sinds 1919- elektrocutie getroffen medemens weten te redden.
In het statuut heet het  dat de Maatschappij "alles wil bevorderen dat kan strekken ter voorkoming van verdrinking en tot ontwikkeling van het reddingswezen voor zover dit op het redden van drenkelingen in de ruimste zin betrekking heeft".

## Geschiedenis
In de 18e eeuw werd ontdekt dat men ook bij schijnbaar levenloze drenkelingen de levensgeesten weer kon opwekken. Men gebruikte daarvoor geen mond-op-mond beademing maar pakte het probleem letterlijk en figuurlijk van de andere kant aan, tabaksrook die met een tabaksrookklisteer in de anus werd geblazen moest de drenkeling weer tot leven brengen. Op de medaille is dan ook een dergelijke een tabaksrookklisteer afgebeeld. Tegenwoordig is deze methode verouderd en door drenkelingengreep, hartmassage en mond-op-mond beademing vervangen.
Er zijn sinds 1914 behalve medailles ook gouden, zilveren en bronzen diploma's en daaraan verbonden geldprijzen beschikbaar. De legpenning werd in 1909 vervangen door een medaille aan een draaglint. In 1998 keerden de legpenningen weer terug. Soms krijgen de redders ook een mooi geschenk.
De gouden legpenning en een geldbedrag van ten hoogste tweeënhalfduizend euro kan als 'bijzondere bekroning' worden toegekend aan een Nederlander voor een publicatie verband houdende met een van de doelstellingen van de Maatschappij. Tussen 1767 en 1991 is deze gouden legpenning acht maal toegekend. Ook voor de bestuursleden zijn er gouden medailles en er werden bij de jubilea fraaie penningen geslagen.